# 桑名市警察
桑名市警察（くわなしけいさつ）は、かつて存在した三重県桑名市の自治体警察。

## 概要
従来の三重県警察部が解体され、1948年（昭和23年）3月7日に桑名市警察署が設置された。
1954年（昭和29年）に新警察法が公布された。これにより国家地方警察と自治体警察が廃止され、新たに都道府県警察として三重県警察本部が発足。桑名市警察も三重県警察に統合され、姿を消した。